# Кильдигулово
Кильдигулово (баш. Килдеғол) — деревня в Бурзянском районе Республики Башкортостан Российской Федерации. Входит в состав Кипчакского сельсовета.

## География
Стоит на реке Сарагы.

### Географическое положение
Расстояние до:
- районного центра (Старосубхангулово): 56 км,
- центра сельсовета (Абдулмамбетово): 10 км,
- ближайшей железнодорожной станции (Белорецк): 132 км.

## Население
| 2002 | 2009 | 2010 |
| ---- | ---- | ---- |
| 424  | ↗451 | ↘428 |

### Национальный состав
Согласно переписи 2002 года, преобладающая национальность — башкиры (98 %).

## Инфраструктура
Личное подсобное хозяйство.

## Религия
В деревне есть мечеть.